# Epichorista perversa
Epichorista perversa es una especie de polilla del género Epichorista, categorizada en la tribu Archipini, de la subfamilia Tortricinae.

## Distribución
Se distribuye por África: en Sudáfrica, en la región de Camperdown, Natal.

## Taxonomía
Fue descrita por Edward Meyrick en 1912.
Tratamiento taxonómico
La especie aparece registrada y publicada en Exotic microlepidoptera 1: 9.